# 金相篤
托尼·金（1959年— ）原名金相篤（韓語：김상덕），是一名韓裔美國學者，曾在朝鮮被拘留382天。他是2016年朝鮮洪災受災地區運送外國援助物資的區域負責人，其在朝鮮的人道主義工作已經進行了10多年。2017年4月22日，金和他的妻子被拘留，隨後金在平壤順安國際機場等待登機時被逮捕。2017年5月，金被指控“犯下旨在顛覆朝鮮政權的敵對行為”。2018年5月9日，據報導，金相篤被釋放。